# Zoodes subpilosus
Zoodes subpilosus là một loài bọ cánh cứng trong họ Cerambycidae.